# STORM RIDERS
「STORM RIDERS feat. SLASH」（ストーム・ライダーズ フィーチャリング スラッシュ）は、三代目 J Soul Brothers from EXILE TRIBEの通算17枚目のシングルである。2015年4月22日にrhythm zoneから発売された。

## 概要
- 「CD+DVD」(RZCD-59901/B)、「CDのみ」(RZCD-59902)、「ワンコインCD」(RZC1-59903)の3形態で発売。
- 表題曲は、元ガンズ・アンド・ローゼズのギタリスト・スラッシュとのコラボレーション作品[5]。
- NexTone Award 2017で、「J.S.B. DREAM」がSilver Medalを受賞[6]。
- DVDには、表題曲のミュージックビデオを収録。カップリング曲「J.S.B. DREAM」のミュージックビデオは後に発売するアルバム『THE JSB LEGACY』DVD/Blu-rayに初収録された。

## 収録内容

### CD
1. STORM RIDERS feat. SLASH [3:18]
作詞：TAKANORI(LL BROTHERS), ALLY、作曲：ZETTON, Shikata, CHRIS HOPE
  - アパマンショップCMソング。
  - エースコック「スーパーカップ」CMソング。
  - 新世代トークアプリ「755」CMソング。
2. J.S.B. DREAM [4:57]
作詞：STY、作曲：STY
  - Samantha Tiara & Samantha Thavasa "サマンサティアラ ジュエリー"CMソング。
3. STORM RIDERS feat. SLASH（Instrumental）
4. J.S.B. DREAM（Instrumental）

### DVD
1. STORM RIDERS feat. SLASH（Music Video）

## 収録アルバム
| 収録アルバム          | 楽曲                     | 曲順 |
| --------------------- | ------------------------ | ---- |
| THE JSB LEGACY        | STORM RIDERS feat. SLASH | 2    |
| THE JSB LEGACY        | J.S.B. DREAM             | 11   |
| THE JSB WORLD(DISC-3) | STORM RIDERS feat. SLASH | 4    |
| THE JSB WORLD(DISC-3) | J.S.B. DREAM             | 5    |
| FUTURE(DISC-1)        | J.S.B. DREAM             | 5    |